# 突尼斯希望体育俱乐部
突尼斯希望体育俱乐部（阿拉伯语： ⓘ ，簡稱EST、Attaraji或Espérance），常稱「突尼斯希望」以別於其他以「希望」為名的球會，是位於北非突尼西亞首都突尼斯市的體育會（參與足球、手球、排球等多項體育活動），於1919年1月15日成立，是突尼西亞最受歡迎及成功的隊伍。足球隊以拉迪斯奧林匹克體育場作為主場。
突尼斯希望体育俱乐部（Espérance Sportive de Tunis）是突尼斯国内外最成功的俱乐部之一，在所有赛事中均拥有辉煌的纪录。俱乐部共获得33次突尼斯职业联赛冠军（创纪录），最近一次是在2023-24赛季；15次突尼斯杯冠军（创纪录），最后一次是在2015-16赛季；以及5次突尼斯超级杯冠军（创纪录），最近一次是在2020-21赛季。此外，它还赢得了1968年的赫迪沙克杯和1978年的哈姆达奥瓦尼锦标赛。
在非洲层面，突尼斯希望体育俱乐部4次夺得非洲冠军联赛冠军（1994年、2011年、2018年、2018-19赛季），并在1997年赢得非洲联盟杯，在1995年获得非洲超级杯冠军，以及在1998年夺得非洲优胜者杯。在阿拉伯层面，突尼斯希望体育俱乐部创下纪录，三次赢得阿拉伯俱乐部冠军杯（1993年、2008-09赛季、2017年），并在1996年赢得阿拉伯超级杯。在国际层面，俱乐部在1995年赢得亚非俱乐部冠军赛，并三次参加国际足联俱乐部世界杯（2011年、2018年、2019年），其中最好成绩是第五名。
突尼斯希望体育俱乐部被国际足联评为20世纪非洲最佳俱乐部排名中的第七位，同时被非洲足球联合会评为20世纪非洲第五佳俱乐部。俱乐部在多次非洲俱乐部排名中位居榜首，最近一次是在2018年。此外，俱乐部曾于2011年获得非洲最佳俱乐部奖，并在2019年获得国际足联公平竞赛奖。
突尼斯希望体育俱乐部与非洲俱乐部（Club Africain）之间存在长期竞争，每个赛季的突尼斯德比均是焦点，此外在突尼斯杯中也偶有碰面。它还与沙赫利明星队（Étoile Sportive du Sahel）和斯法克斯俱乐部（CS Sfaxien）形成了突尼斯“国家德比”的竞争关系。俱乐部传奇人物塔拉克·迪阿卜（Tarak Dhiab）被认为是俱乐部的象征，他是历史上出场次数最多的球员（427场）以及队史最佳射手（127球）。自2007年以来，俱乐部由突尼斯商人哈姆迪·迈德德（Hamdi Meddeb）担任主席，葡萄牙教练米格尔·卡多索（Miguel Cardoso）自2024年1月起执教球队。俱乐部的主场是位于突尼斯南部郊区拉德斯市的哈马迪阿格雷比体育场。
突尼斯希望体育俱乐部在全国范围内拥有广泛的支持者，不仅局限于首都，在整个突尼斯都有粉丝。在连续两次赢得非洲冠军联赛冠军后，俱乐部的影响力扩展至非洲，并在法国、德国、卡塔尔和阿联酋等地形成了海外球迷群体。在2018年国际足联俱乐部世界杯期间，超过15,000名球迷被组织前往阿联酋为球队助威。
隊名源於一家咖啡館（Café de L'Espérance）名中的Espérance，它取自法語中的「希望」，寄托了抵抗法國殖民統治的願望。

## 榮譽及成就

### 本土賽事
- 突尼西亞足球甲級聯賽
  - 冠軍 (34)：1941–42[2], 1958–59, 1959–60, 1969–70, 1974–75, 1975–76, 1981–82, 1984–85, 1987–88, 1988–89, 1990–91, 1992–93, 1993–94, 1997–98, 1998–99, 1999–00, 2000–01, 2001–02, 2002–03, 2003–04, 2005–06, 2008–09, 2009–10, 2010–11, 2011–12, 2013–14, 2016–17, 2017–18, 2018–19, 2019–20, 2020–21, 2021–22, 2023–24, 2024–25

- 突尼西亞盃（英语：Tunisian Cup）
  - 冠軍 (15)：1938–39[2], 1956–57, 1963–64, 1978–79, 1979–80, 1985–86, 1988–89, 1990–91, 1996–97, 1998–99, 2005–06, 2006–07, 2007–08, 2010–11, 2015–16

- 突尼西亞超級盃（英语：Tunisian Super Cup）
  - 冠軍 (6)：61960, 1993, 2001, 2018, 2019, 2021

### 非洲賽
- 非洲聯賽冠軍盃
  - 冠軍 (4)：1994, 2011, 2018, 2019

- 非洲盃賽冠軍盃
  - 冠軍 (1)：1998

- 非洲超級盃
  - 冠軍 (1)：1995

- 非洲足協盃
  - 冠軍 (1)：1997

### 阿拉伯足協聯盟賽事
- 阿拉伯聯賽冠軍盃
  - 冠軍 (3)：1993, 2009, 2017

- 阿拉伯超級盃
  - 冠軍 (1)：1996

### 其他國際賽事
- 亞非球會錦標賽
  - 冠軍 (1)：1995

- 北非盃賽冠軍盃
  - 冠軍 (1)：2008

## 外部連結
- Official website （页面存档备份，存于）
- 1st Supporters website （页面存档备份，存于）
- Supporters website & forum （页面存档备份，存于）
- E-Speranza Supporter Website （页面存档备份，存于）
- Mkach5a Supporter Website
- Last Supporter Website